# Goran Slavkovski
Goran Slavkovski - em macedônio cirílico, Горан Славковски (Malmö, 8 de abril de 1989) é um ex-futebolista macedônio que atuava como atacante.

## Carreira
Jogou nas categorias de base do FBK Balkan e do Malmö FF até 2005 - foi nestes 2 clubes que Zlatan Ibrahimović também atuou nos juniores. Pela altura e pelo estilo de jogo, Slavkovski recebeu o apelido de "Ibrahimović II". Ainda em 2005, foi para a Internazionale.
Sua estreia pelos Nerazzurri foi em maio de 2006, no empate em 1 a 1 com o Siena; aos 17 anos e 29 dias, tornou-se o mais jovem atleta a disputar um jogo oficial da Série A italiana pela Inter, superando Giuseppe Bergomi. Esta foi, porém, a única partida disputada por Slavkovski na primeira divisão nacional - também disputou um jogo da Copa da Itália em novembro, contra o Messina.
Em janeiro de 2008, a Internazionale emprestaria o atacante ao Middlesbrough, mas o acordo foi cancelado e o jogador assinou com o Sheffield United. Slavkovski, no entanto, não disputou nenhum jogo oficial pelo time principal dos Blades e foi reintegrado ao elenco da Internazionale. Em junho do mesmo ano, assinou por 5 anos com o Hajduk Split, mas ele não chegou a vestir a camisa do time croata e foi novamente reintegrado ao elenco dos Nerazzurri, que não o utilizaria até 2009, quando seu contrato foi rescindido.
Após rejeitar propostas de times da segunda e terceira divisões da Itália, Slavkovski assinou em 2010 com o Bochum, onde atuaria pelo time B. De volta à Suécia em 2011, jogou por Limhamn Bunkeflo e KSF Makedonija (clubes das divisões amadoras do país) até 2017, não voltando a jogar desde então.

## Carreira internacional
Com passagens pelas equipes de base da Seleção Sueca, Slavkovski passou a defender o time Sub-21 da Macedônia em 2008, atuando em 3 jogos.